# Flughafen Metz-Nancy-Lothringen

i7
i11
i13
Der Flughafen Metz-Nancy-Lothringen (französisch Aéroport Metz Nancy Lorraine, IATA-Code: ETZ, ICAO-Code: LFJL) ist der größte Flughafen Lothringens und liegt im Gebiet der Gemeinden Goin, Liéhon und Vigny, 25 km südlich von Metz und 35 km nördlich von Nancy.
Eigentümer des Flughafens Metz-Nancy-Lothringen ist die Region Lothringen. Die Verwaltung wurde den Handelskammern Metz und Nancy anvertraut.

## Geschichte
Der heutige Flughafen zwischen den beiden größeren Städten im Osten Lothringens wurde erst 1991 eröffnet. Er ersetzte für den regulären Zivilluftverkehr die beiden kleineren und jeweils sehr stadtnahen Flughäfen Metz-Frescaty und Nancy-Essey; beide wurden jedoch noch weiter fliegerisch genutzt.
Die Geschichte der Fliegerei im Raum Metz-Nancy begann jedoch bereits zu deutscher Zeit.

### Flughafen Metz-Frescaty
siehe Hauptartikel Militärflugplatz Metz-Frescaty

### Flughafen Nancy-Essey

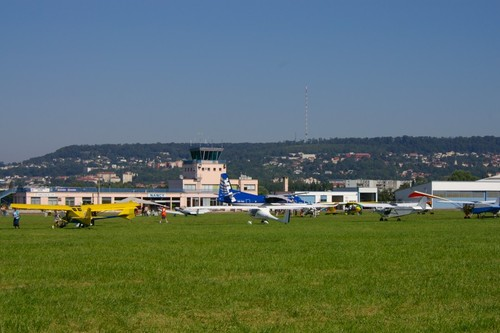
Flugplatz Nancy-Essey (2008)

Der erste Standort eines Flugplatzes von Nancy befand sich drei Kilometer nordöstlich der Stadt in Malzéville. Der heutige Flugplatz wurde ursprünglich als Militärflugplatz eingerichtet. Das Gelände wurde jedoch von den französischen Streitkräften in den 1920er Jahren als zu klein beurteilt und der neue Standort im Süden von Essey-lès-Nancy, drei Kilometer östlich Nancys, 1926 eröffnet. Der zivile Flugbetrieb durch die Luftpostgesellschaft Air Bleu nach Paris Le Bourget und Straßburg begann Mitte der 1930er Jahre, was allerdings eine kurze Episode bleiben sollte. Ab 1936 befand sich hier auch eine Flugschule der Armée de l’air. Zwischen 1940 und 1944 nutzte die deutsche Luftwaffe den Platz, der in diesen Jahren wiederholt Ziel alliierter Luftangriffe war.
Nach der Besetzung durch die Alliierten am 15. Oktober 1944 wurde der Flugplatz von den Alliierten als Advanced Landing Ground ALG Y-42 bezeichnet. Er wurde als solcher bis zum 30. September 1945 genutzt.
Im Kalten Krieg nutzten die französischen Heeresflieger Aviation légère de l’armée de terre ab 1954 den Platz, der über keine jetflugtaugliche Start- und Landebahn verfügte. Heute (2013) liegt hier eine Brigade, die 4e Brigade Aéromobile de Nancy, die dem 1. Kampfhubschrauberregiment in Phalsbourg unterstellt ist.
Der reguläre Passagierluftverkehr begann ebenfalls in den 1950er Jahren. Er wurde 1991 mit Eröffnung des neuen gemeinsamen Flughafens eingestellt.

## Anfahrt
Pkw: Von Metz sind es etwa 30 Minuten Fahrtzeit, von Nancy 35 Minuten.

## Fracht
Lager auf 3600 m², Hauptfrachtkunde ist die DHL France.